# Coronel Sanders
Harland David Sanders (Henryville, Indiana, 9 de septiembre de 1890-Louisville, Kentucky, 16 de diciembre de 1980), más conocido como Coronel Sanders, fue un empresario estadounidense que fundó la cadena de restaurantes de comida rápida conocida como Kentucky Fried Chicken (KFC).

## Vida personal
Sanders fue el hijo mayor de tres hermanos, en el seno de una familia humilde de ascendencia irlandesa. Su padre falleció cuando él tenía cinco años, por lo que trabajó y aprendió a cocinar desde pequeño. Abandonó la escuela con doce años para ayudar en la granja familiar y poco tiempo después, cuando sufrió malos tratos por parte de su padrastro, se mudó a la casa de sus tíos en New Albany. A los quince años, en 1906, falsificó su certificado de nacimiento para alistarse en el Ejército de los Estados Unidos, completando su servicio militar en la ocupación de Cuba, enrolado como camionero. Después se trasladó a Sheffield (Alabama) y tuvo todo tipo de empleos, como marino mercante, vendedor de seguros, bombero en los ferrocarriles y granjero.
Estuvo casado dos veces. En 1908 contrajo matrimonio con Josephine King, con quien tuvo 3 hijos: Margaret (1910-2001), Harland David Sanders Jr. (1912-1932) y Mildred (1919-2010). La pareja se divorció en 1947. Un año después, Sanders se casó con una empleada de su restaurante, Claudia Price, con la que permaneció hasta el fin de sus días.

## Carrera profesional
En 1929 abrió una pequeña estación de servicio en Corbin (Kentucky), en la que cocinaba platos como pollo, jamón campestre y filetes. Su popularidad como cocinero creció hasta tal punto que el gobernador de Kentucky, Ruby Laffoon, le nombró Coronel de Kentucky, máxima distinción honorífica del estado, en 1935. Un año después construyó un restaurante con un comedor para 142 comensales. Actualmente, ese local se llama Harland Sanders Café and Museum y es un museo sobre la historia de KFC. En ese sitio comenzó a preparar su famoso pollo frito a partir de una receta propia, con once hierbas y especias, que patentó en 1940. En un principio lo hacía con una sartén, pero después introdujo una freidora a presión para acelerar el servicio. Su fama se disparó en 1939 gracias al crítico gastronómico Duncan Hines, que lo incluyó en su guía de restaurantes. En todo ese tiempo, la demanda del pollo creció y Sanders aprovechó su éxito para abrir un motel, el primero en Kentucky. Pero la Segunda Guerra Mundial forzó un cierre temporal de la estación por el racionamiento de la gasolina.
A comienzos de 1950, vendió el motel por poco menos de 75 000 dólares, debido a que la construcción de la Interestatal 75 reduciría el tráfico de la carretera donde su local estaba asentado. Ya con sesenta años, aprovechó la fama de su pollo frito y expandió su negocio a través de franquicias, bajo el nombre de Kentucky Fried Chicken. El primer restaurante abrió en 1952 en Salt Lake City (Utah) y pronto creció por todo el país. En sus acuerdos de franquicia, se cedía la receta a cambio de un pago de cinco centavos de dólar por cada pieza despachada. Sanders realizó demostraciones personales para vender su producto y desarrolló una apariencia distintiva con bigote y perilla canosos y un traje completamente blanco con pajarita negra.
En 1964, vendió Kentucky Fried Chicken a un grupo de inversionistas del estado por 3 millones de dólares, más un salario vitalicio de 40 000 dólares al año para hacer apariciones públicas como embajador de la marca. Dicho sueldo llegó a incrementarse hasta unos 200 000 dólares anuales. En ese tiempo, la empresa había alcanzado las 600 franquicias en todo Estados Unidos y unos beneficios anuales de 300 000 dólares brutos. Al margen de su negocio más popular, en 1968 abrió un restaurante familiar en Shelbyville con el nombre de su esposa, que actualmente sigue funcionando como Claudia Sanders' Dinner House. En 1970 abandonó el consejo de dirección de KFC, pero continuó siendo la imagen publicitaria.

## Muerte

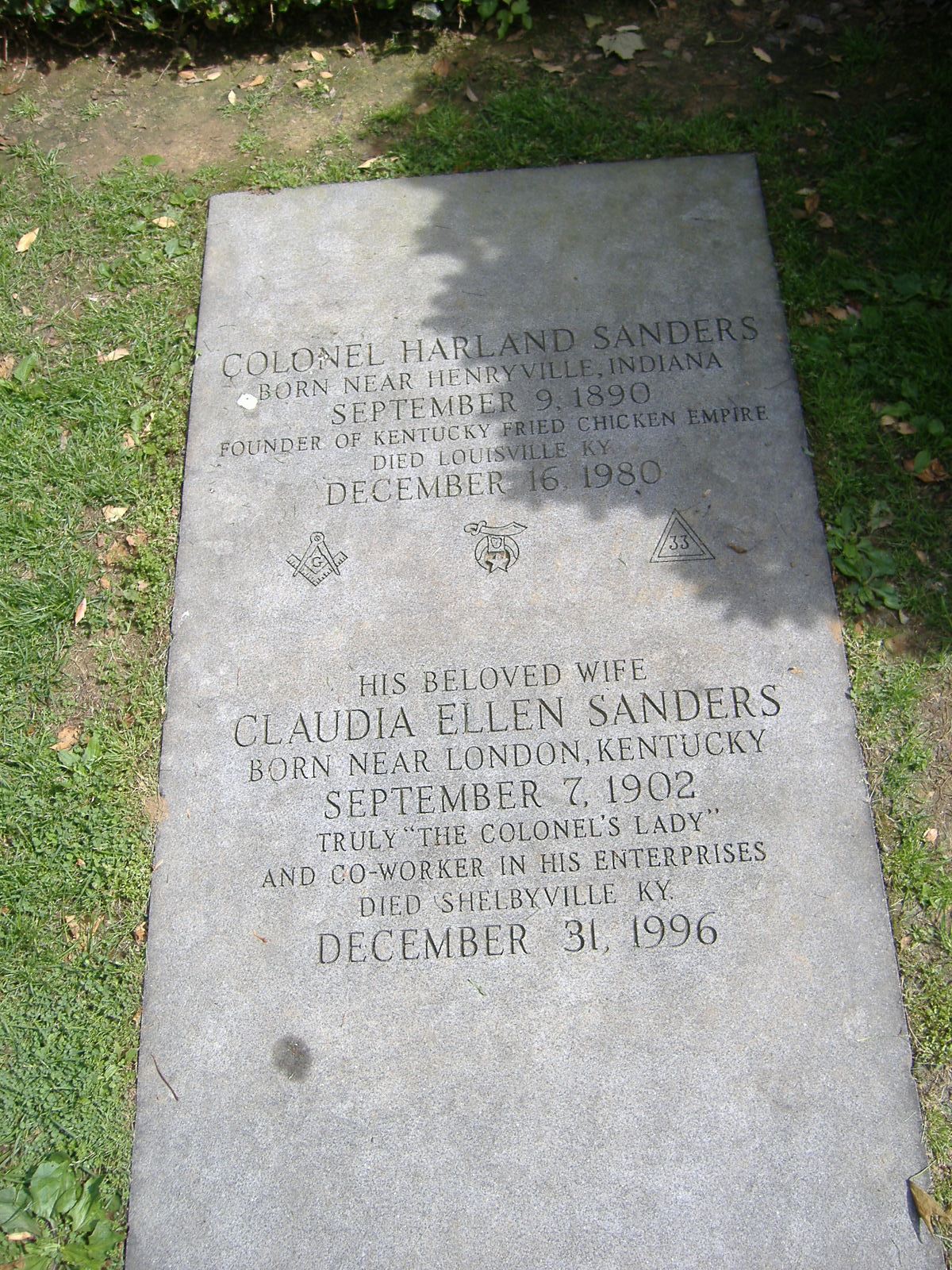
En su lápida aparecen tres símbolos debajo de su nombre, indicando que era un miembro prominente de la masonería, y que alcanzó su más alto grado (33º) dentro del Rito Escocés.

A Sanders le diagnosticaron leucemia aguda en junio de 1980. Murió en el Hospital Judío de Louisville de neumonía seis meses después, el 16 de diciembre, a la edad de 90 años. Sanders se mantuvo activo hasta el mes anterior a su muerte, apareciendo con su traje blanco ante las multitudes. Su cuerpo fue depositado en la rotonda del Capitolio del Estado de Kentucky en Frankfort después de un servicio fúnebre en la Capilla del Seminario Teológico Bautista del Sur, al que asistieron más de 500 personas. Su cuerpo también fue exhibido en un ataúd abierto durante un servicio conmemorativo que se celebró en la sede de KFC en Louisville;  asistieron al servicio entre 1 000 y 1 200 personas. Sanders fue enterrado con su característico traje blanco y corbata negra estilo western en el Cementerio Cave Hill en Louisville (Kentucky). Su rostro continúa siendo la imagen de marca de KFC.
Su esposa, Claudia, falleció el 31 de diciembre de 1996, a la edad de 94 años. En el momento de la muerte de Sanders, había aproximadamente 6.000 locales de KFC en 48 países de todo el mundo, con 2.000 millones de dólares en ventas anuales. 